# اوپل گراندلند
اوپل گراندلند (واکسول گراندلند در بریتانیا) یک کراس اوور SUV کامپکت است که توسط خودروساز آلمانی اوپل و برند بریتانیایی خواهر دوقلوی آن واکسول تولید می‌شود. این خودرو در ابتدا با نام‌های اوپل و واکسول گراندلند ایکس شناخته می‌شد. از این خودرو در نمایشگاه خودرو فرانکفورت ۲۰۱۷ به عنوان جایگزینی برای اوپل آنتارا معرفی شد. گراندلند همچنین در اوت ۲۰۱۹ جایگزین اوپل زفیرا ام‌پی‌وی شد و در حال حاضر در بازارهای اروپا و آفریقای جنوبی فروخته می‌شود.

## بررسی
برنامه‌های گراندلند ایکس در اوایل مه ۲۰۱۲ مشخص شد، قبل از اینکه پی‌اس‌ای پژو سیتروئن رسماً در دسامبر همان سال اعلام کند که جایگزین نهایی برای زفیرا خواهد ساخت. اوپل در ژوئن ۲۰۱۷ شروع به دریافت سفارش برای گراندلند ایکس کرد و بیش از ۱۰۰ هزار سفارش تا سپتامبر ۲۰۱۸ داده شد.
گراندلند بر اساس پلت‌فرم پی‌اس‌ای EMP2 ساخته شده‌است که با مدل‌های مرتبطی نظیر پژو ۳۰۰۸ ۲، پژو ۵۰۰۸ ۲، دی‌اس۷ کراس‌بک و سیتروئن سی ایرکراس مشترک است. با این حال، مالکیت معنوی طراحی آن توسط جنرال موتورز ثبت شد، زیرا خودرو تحت مالکیت آن توسعه یافت. 

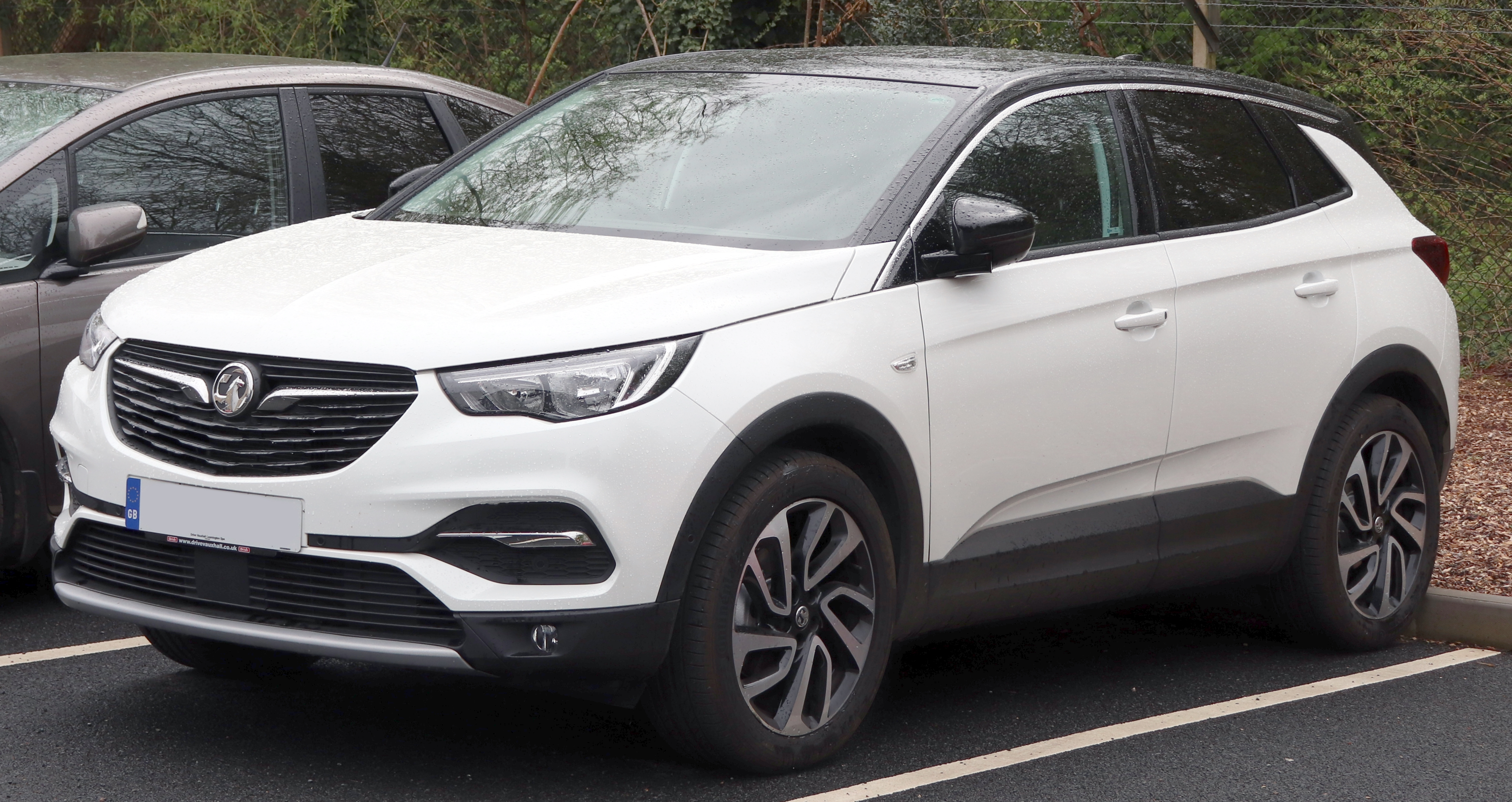
واکسول گراندلند ایکس
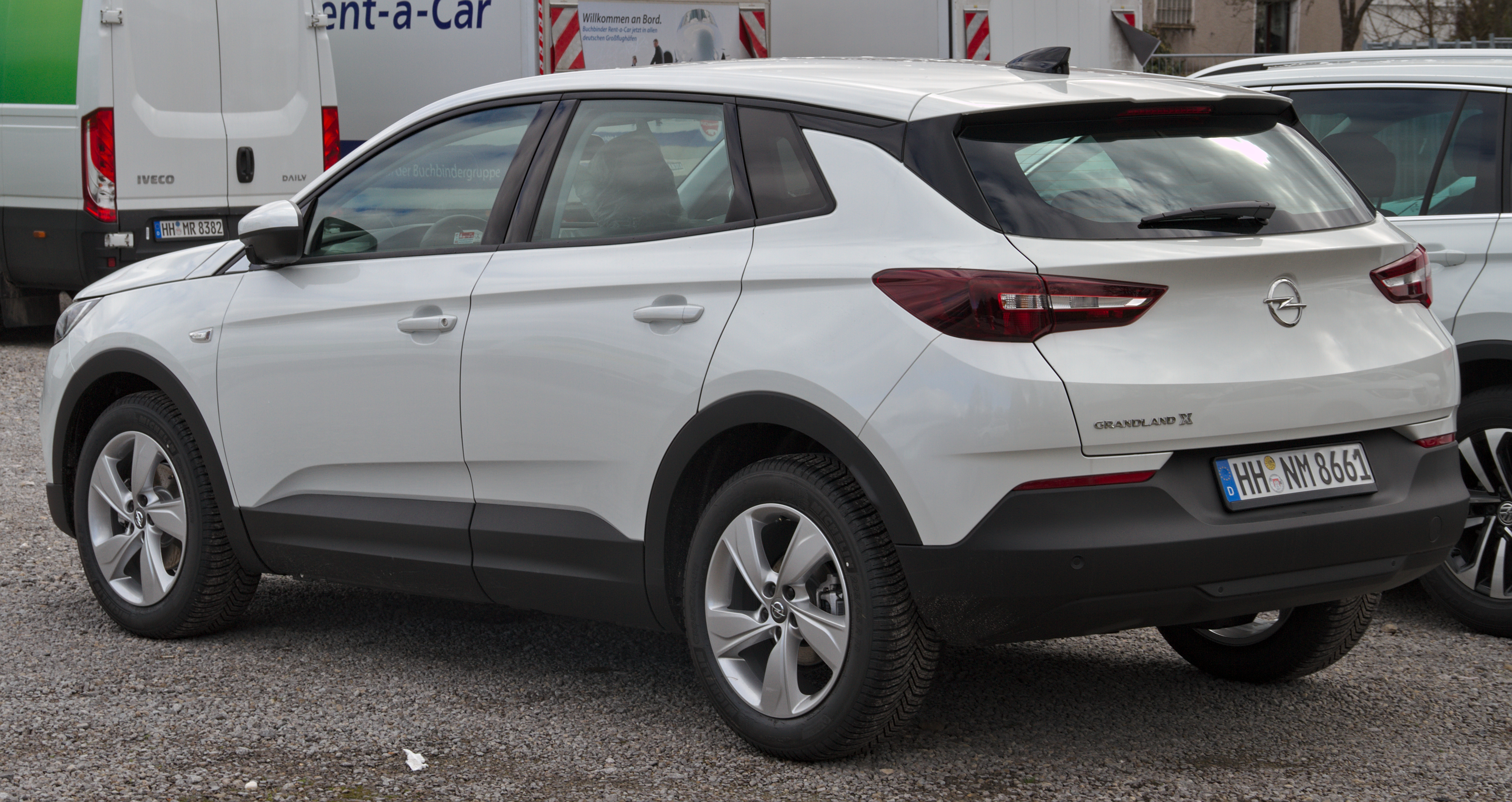
اوپل گراندلند ایکس (نمای عقب)
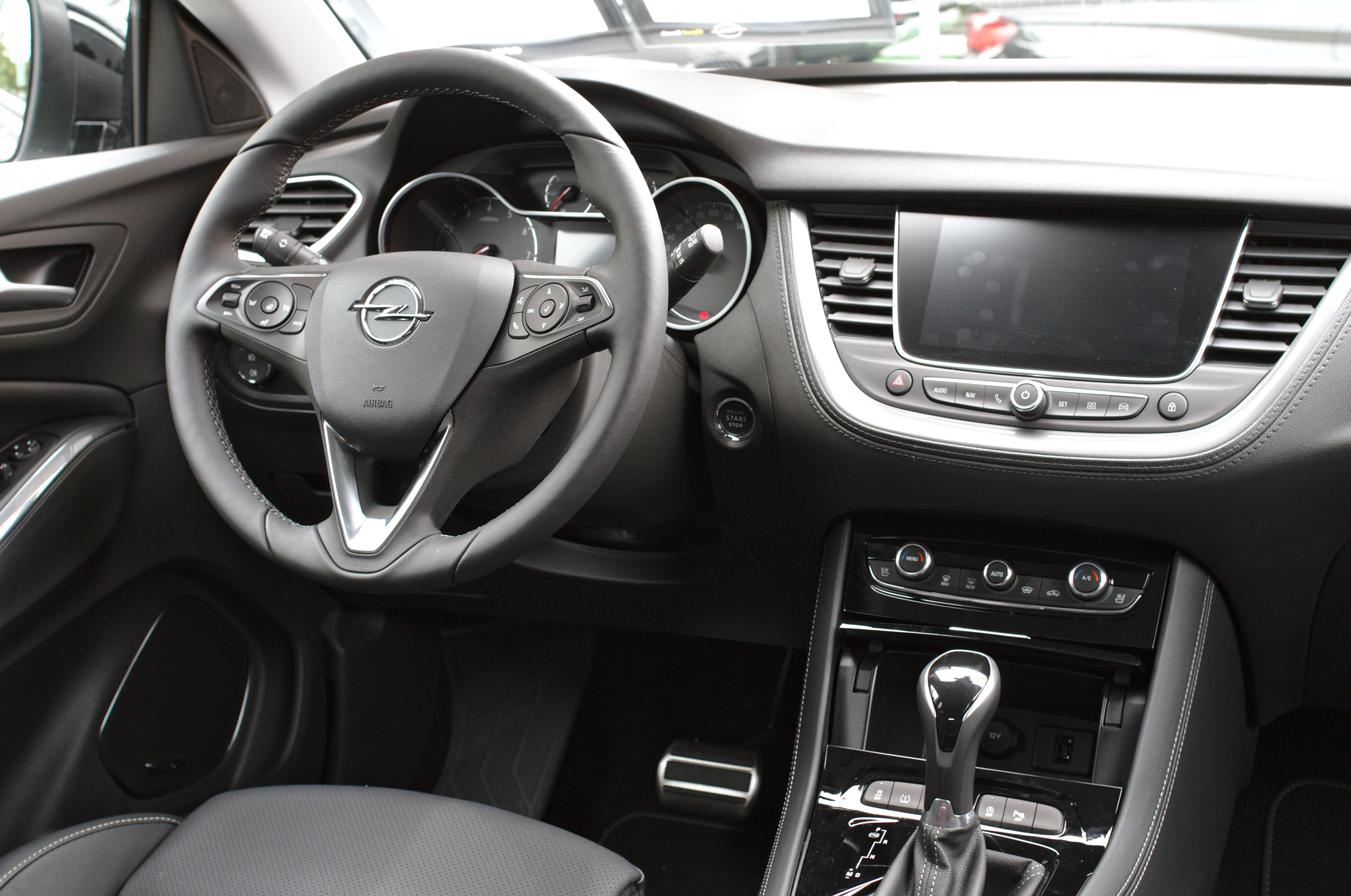
نمای داخلی (پیش از فیس‌لیفت)

## فیس‌لیفت
در سال ۲۰۲۱، گراندلند ایکس فیس‌لیفت شد و به «اوپل گراندلند» تغییر نام داد و پسوند «ایکس» را کنار گذاشت.

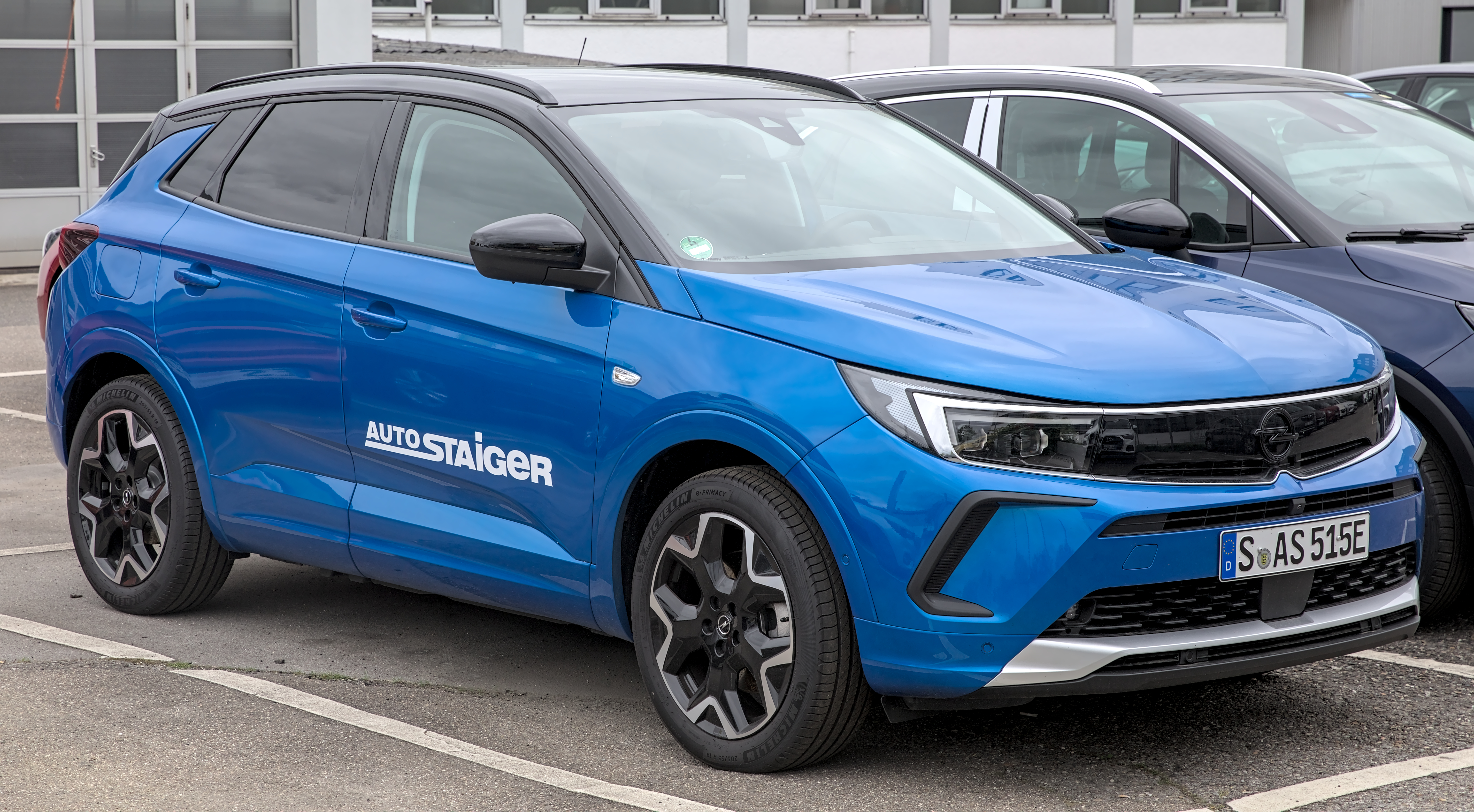
اوپل گراندلند پلاگین هیبرید (فیس‌لیفت)
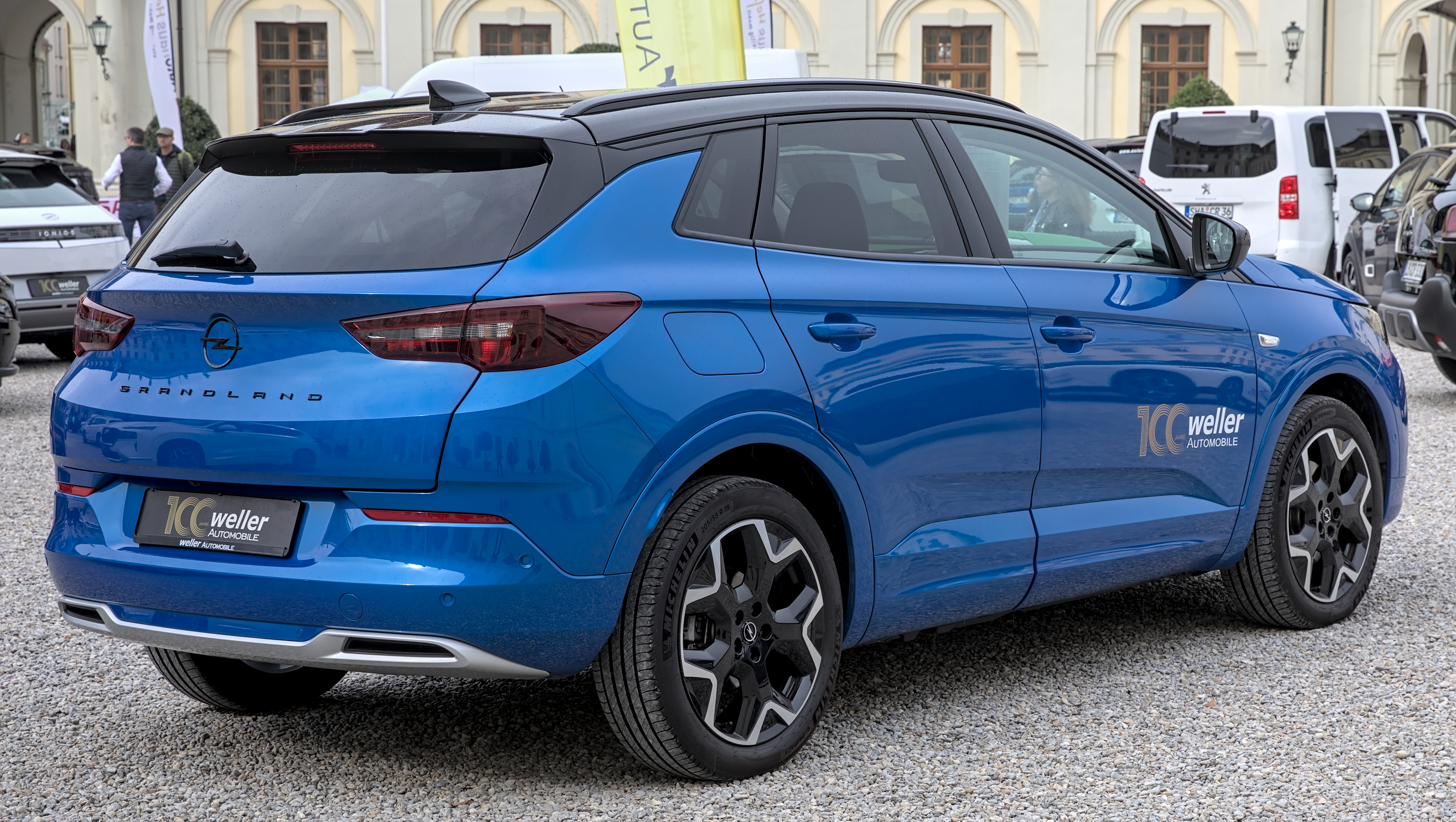
اوپل گراندلند پلاگین هیبرید (فیس‌لیفت)
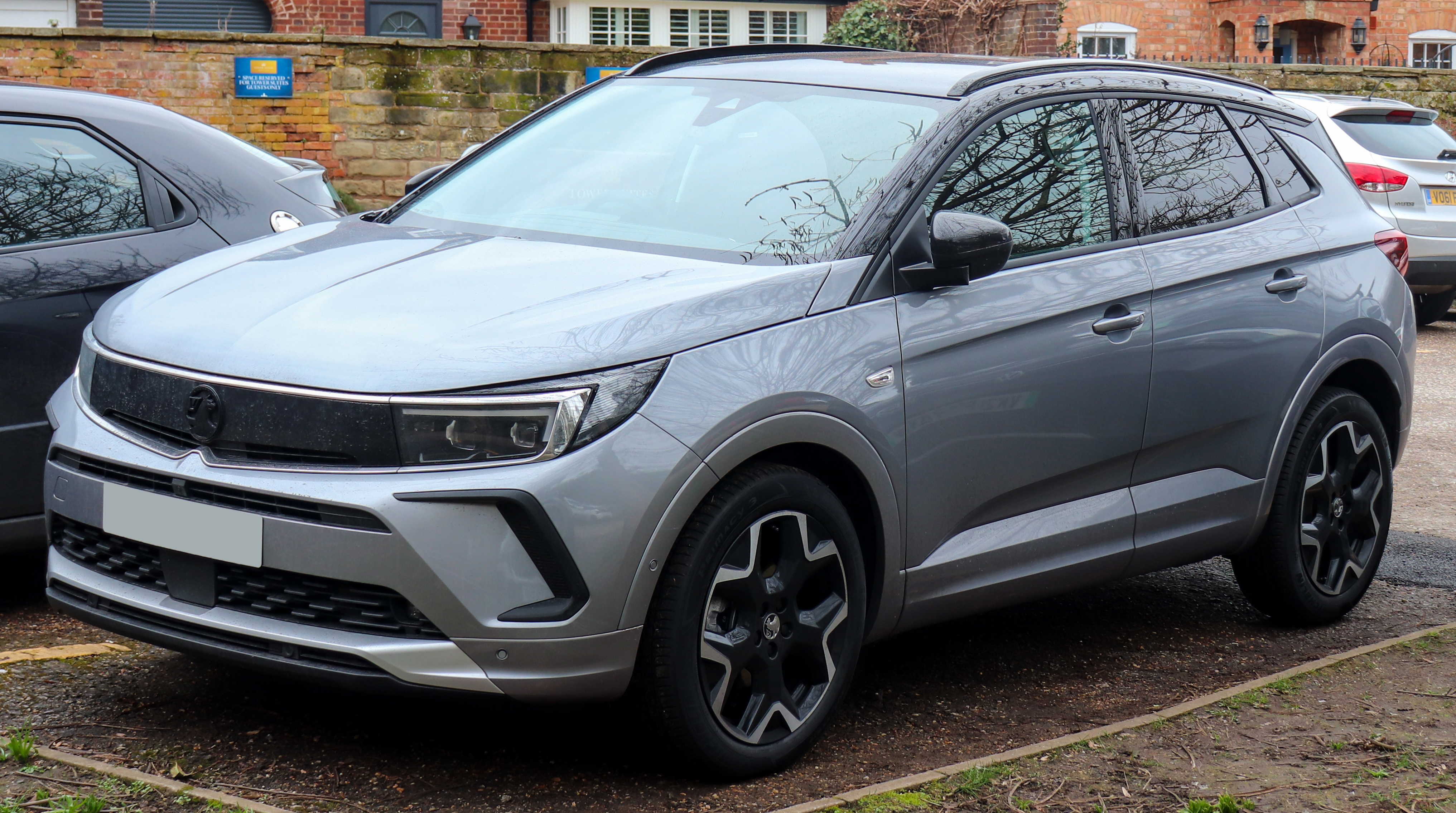
واکسول گراندلند آلتیمیت (فیس‌لیفت)

## فروش
| سال  | اروپا  | ترکیه |
| ---- | ------ | ----- |
| ۲۰۱۷ | ۸٬۹۷۱  |       |
| ۲۰۱۸ | ۷۷٬۸۵۹ |       |
| ۲۰۱۹ | ۹۱٬۵۷۵ |       |
| ۲۰۲۰ | ۷۱٬۶۸۰ | ۶٬۴۹۹ |
| ۲۰۲۱ | ۵۰٬۲۲۲ |       |
| ۲۰۲۲ |        |       |